# مطابقة الصور

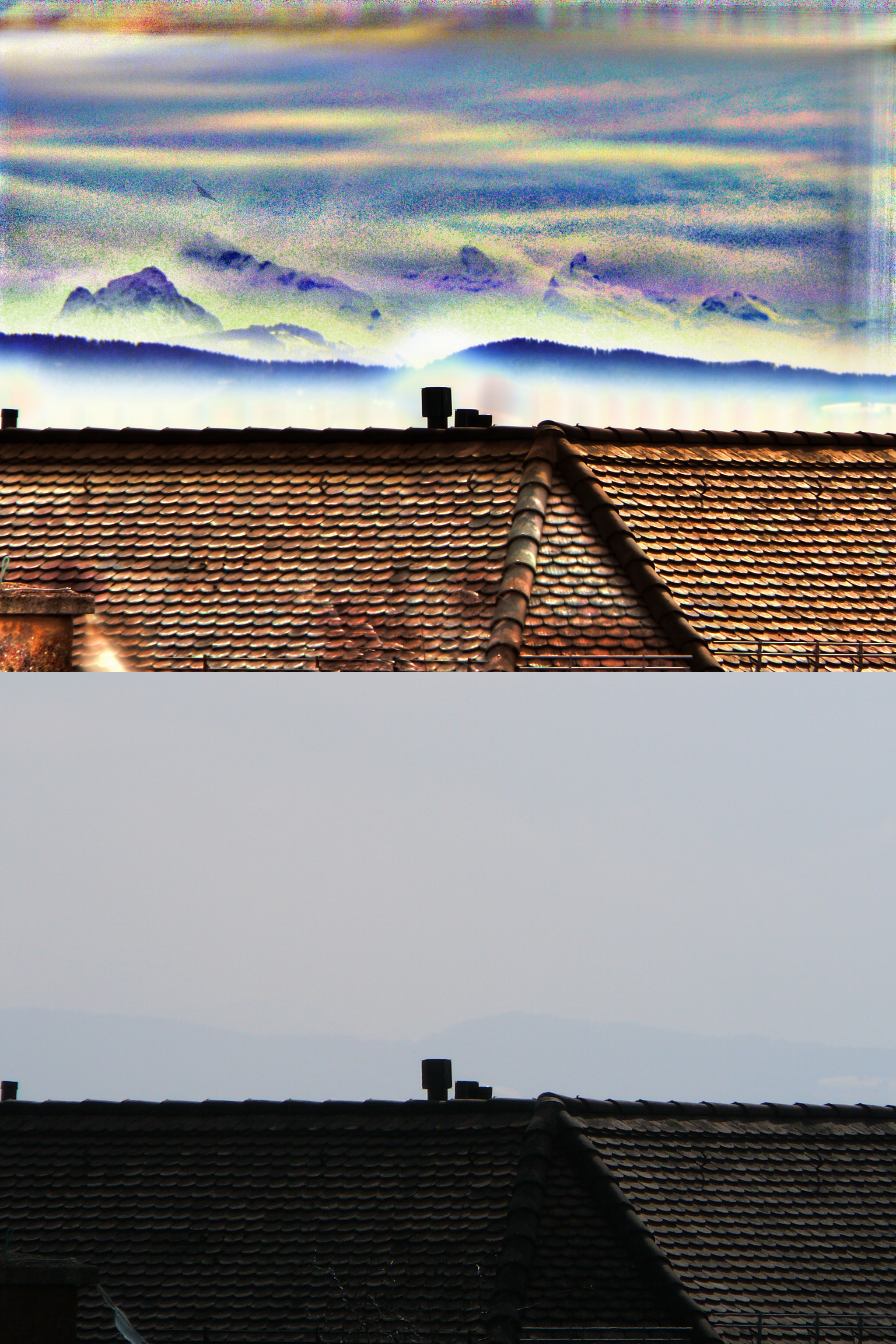

في علم الرؤية الحاسوبية إن مجموعات البيانات لمشهد واحد أو جسم معين التي تم الحصول عليها بزوايا رؤية مختلفة أو فترات زمنية تكون موجودة في أنظمة أحداثية مختلفة. عملية مطابقة الصور (Image registration) هي العملية لنقل مجموعات البيانات المختلفة إلى نظام أحداثي موحد. إن عملية مطابقة الصور هي عملية هامة لأنها تمكن من مقارنة أو دمج البيانات المأخوذة بقياسات مختلفة.
مطابقة الصور في مجال التصوير الطبي (مثلاُ: بيانات لمريض واحد مأخوذة على فترات زمنية مختلفة) تتضمن غالباً عملية مطابقة لدنة للصور (غير صلبة) وذلك لموائمة التغيرات الشكلية للأعضاء (بسبب التنفس، التغيرات التشريحية..الخ). من الممكن استخدم المطابقة الغير صلبة للصور من أجل مطابقة صور المريض مع الصور الموجودة في الأطلس الطبي وبالتالي تسهيل عمليات التشخيص.

## تصنيف الخوارزميات

### خوارزميات بالاعتماد على السطوع- خوارزميات بالاعتماد على المعالم
تصنف خوارزميات مطابقة الصور في فئتين أساسيتين: الطرق التي تعتمد على السطوع والطرق التي تعتمد على المعالم. يطلق على الصورة الأصلية اسم الصورة المرجع كما يطلق على الصورة التي يراد مطابقتها مع الصورة المرجع اسم الصورة الهدف. في فئة المطابقة بالاعتماد على السطوع، تقوم الخوارزمية بتحليل هيكلية الصورة باستخدام مصفوفات الارتباط، تحويل فوريه، وغيرها من طرق تحليل هيكلية الصور. بشكل مقابل، فإن أغلب الطرق المعتمدة على معالم الصورة، فإنها بدلاً من تحليل هيكلية الصورة بشكل كامل تقوم بتحليل معالم الصورة كالمستقيمات والمنحنيات والنقاط والزوايا وتقاطع المستقيمات وحدود الأجسام... إلى آخره.

### نموذج التحويل
من الممكن أيضا تصنيف خوارزميات مطابقة الصور تبعاً لنماذج التحويل المستخدمة لمطابقة فضاء الصورة الهدف مع فضاء الصورة المرجع. الفئة الأولى لنماذج التحويل يتضمن التحويل الخطي والذي هو عبارة عن خليط من عمليات نقل، دوران، تحجيم، قص، ومكونات منظورية. يكون التحويل الخطي عاماً ولذلك فإنه لن يكون قادراً على إجراء التغيرات الموضعية. بالعادة، لايحتاج إلى المكونات المنظورية من أجل مطابقة الصور، ولذلك يكون التحويل الخطي في هذه الحالة هو تحويل أفيني.
الفئة الثانية تتضمن التحويلات اللدنة (الغير صلبة). هذه التحويلات تسمح بالتحريف الموضعي لمعالم الصورة، وبالتالي تزود دعماً للتغيرات الموضعية. يتضمن التحويل غير الصلب اللف المتعدد الحدود، تقريب التوابع الأساسية الملساء (توابع سبلاين - توابع المويجات)، والموديلات الفيزيائية المستمرة (توابع السوائل اللزجة والتشوهات الفيزيائية الكبيرة).

### الطرق المعتمدة على البحث والطرق المباشرة
من الممكن أيضاً تصنيف مطابقة الصور بحسب نوع البحث المستخدم في حساب تابع النقل بين نطاقي الصورتين. في الطرق المعتمدة على البحث يتم تقييم ومقارنة تأثير تغيرات الصور. في الطرق المباشرة مثل طريقة لوكاس كاندي والطرق المرحلية، فيتم حساب تقدير لتشوه الصورة من القيم الإحصائية للصورة ومن ثم تستخدم لتحديث التشوهات المقدرة للصورة بين النطاقين.

### المطابقة في النطاق البعدي
تعمل العديد من خوارزميات مطابقة الصور في الفضاء البعدي للصورة مستخدمة معالم، ألوان، أو هيكل الصورة كشروط للمطابقة. في الفضاء البعدي تبدو الصور كما هي على طبيعتها كما تراها العين البشرية. توجد العديد من الطرق المعتمدة على مطابقة معالم الصور من أجل القيام بمطابقة يدوية للصور، حيث يقوم المستخدم باختيار عدة نقاط تحكم بين الصور. وعندما يتجاوز عدد النقاط المختارة العدد الأصغري المحتاج لتعريف تابع انتقال، تقوم خوارزمية تكرارية مثل خوارزمية النقاط الأقرب التكرارية بحساب الحل.

### المطابقة في النطاق الترددي
الخوارزميات الأخرىلمطابقة الصور تستخدم خصائص المجال الترددي frequency-domain من أجل تحديد تابع التحويل مباشرة بين الصورتين. حيث يستخدم تحويل فوريه من أجل حساب العلاقة التبادلية المشتركة بين الصورتين وهي طريقة ذات أداء حسابي عالي.

### طبيعة الصورة
يوجد تصنيف آخر مفيد هو المطابقة بين نوع واحد أو أنواع متعددة للصور. تقوم خوارزميات المطابقة بين نوع واحد من الصور بمطابقة الصورة ذات الطبيعة الواحدة (مثلاً: تم الحصول عليها باستخدام جهاز تصوير مماثل)، بينما تقوم خوارزميات المطابقة بين أنواع متعددة للصور بالمطابقة بين صور تم الحصول عليها من أجهزة تصوير مختلفة.
هناك العديد من الأمثلة على مطابقة الصور ذات الأنماط المتعددة في حقل التصوير الطبي. تتضمن بعض الأمثلة المطابقة بين صور مأخوذة من التصوير بالأشعة المقطعية والتصوير بالرنين المغناطيسي للدماغ أو للجسم كاملاً باستخدام التصوير بالبوسيترون المشع والأشعة المقطعية من أجل التعرف على أماكن الورم السرطاني، أو مطابقة الصور ذات التباين العالي مع الصور ذات التباين المنخفض من أجل فصل صور أجزاء محددة من التشريح، ومطابقة صور الموجات فوق الصوتية وصور الأشعة المقطعية للبروستات في عمليات العلاج الإشعاعي.

### تطبيقات أخرى
تستخدم عملية مطابقة الصور في مجالات الاستشعار عن بعد، التصوير الطبي، والرؤية الحاسوبية. وبسبب المجالات العديدة التي تستخدم فيها عملية مطابقة الصورة فإنه من المستحيل تطوير خوارزمية عامة تطبق على جميع الحالات.